# Щукина, Галина Ивановна
Галина Ивановна Щукина (1908—1994) — советский и российский учёный в области педагогики, организатор образования, доктор педагогических наук (1969), профессор (1969). Член-корреспондент АПН СССР (1971; Член-корреспондент РАО с 1993 года).

## Биография
Родилась 2 февраля 1908 года в Саратове.
В 1936 году закончила педагогический факультет Ленинградский государственный педагогический институт имени А. И. Герцена, с 1936 года работала в этом институте на кафедре педагогики, с 1938 по 1941 год  в должности ассистента. 
С 1941 по 1944 год в период Великой Отечественной войны была назначена директором школы-интерната для детей сотрудников ЛГПИ имени А. И. Герцена, была организатором эвакуации и налаживания жизни и обучения в Ярославской области более ста детей. 
С 1944 года вновь на педагогической работе в ЛГПИ имени А. И. Герцена: с 1944 по 1945 год — ассистент, с 1949 по 1954 год — старший преподаватель, с 1955 по 1962 год — доцент, с 1963 по 1976 год — заведующий кафедрой педагогики этого института, с 1976 по 1994 год — профессор-консультант кафедры педагогики.
В 1954 году Галина Щукина защитила диссертацию на соискание учёной степени кандидат педагогических наук по теме: «Формирование познавательных интересов учащихся на уроке», в 1969 году — доктор педагогических наук по теме: «Познавательный интерес как педагогическая проблема : в 3-х томах». В 1969 году приказом ВАК СССР ей было присвоено учёное звание профессор. В 1971 году была избрана член-корреспондент АПН СССР по Отделению высшего образования, с 1993 года — РАО по Отделению психологии и возрастной физиологии.
Основная научно-педагогическая деятельность Г. Щукиной была связана с вопросами в области  фундаментальных проблем педагогики и она являлась создателем научной школы. Г. Щукиной была автором более 100 научных работ, ей было подготовлено около 34 кандидатов и докторов наук.

## Награды
Основной источник:
- Орден «Знак Почёта» (1972)
- Медаль «За доблестный труд в Великой Отечественной войне 1941-1945 гг.» (1946)
- Медали К. Д. Ушинского (1968) и Н. К. Крупской (1983)